# Lista hotelurilor din România
Aceasta este o listă de hoteluri din România.

## Brașov
- Hotelul Aro Palace

## Cluj-Napoca
- Hotelul Biasini
- Hotelul New York
- Hotel Victoria
- Onix Hotel
- Opera Plaza
- Rimini Plaza
- West City Hotel

## Oradea
În anul 2009, în Oradea există peste 20 de hoteluri, din care 6 sunt de 4 stele, 8 de 3 stele și 3 hoteluri de două stele. Momentan nu mai există hoteluri de o stea în Oradea.